# جوسيف ديفوراك
جوسيف ديفوراك (بالألمانية: Josef Dvorak)‏ هو مؤلف وكاتب نمساوي، ولد في 28 يناير 1934 في فيينا في النمسا.

## وصلات خارجية
- جوسيف ديفوراك على موقع ميوزك برينز (الإنجليزية)